# Sven Åke Heed
Sven Åke Heed, född 21 juli 1945, är en svensk översättare och professor i teatervetenskap vid Stockholms universitet. 

## Biografi
Sven Åke Heed blev filosofie doktor vid Lunds universitet 1983.
Han har skrivit böcker på svenska och franska om bland andra teatersemiologi och Roger Blin men även ägnat sig åt detaljerad filmanalys och översatt såväl musikdramatik som Molière, Jean-Jacques Rousseau och Italo Calvino. Därtill var han engagerad som medförfattare i det nationella projektet "Teater i Sverige".

## Böcker
- 1983  The searchers: en filmanalys (tillsammans med Jan Olsson)
- 1983  Le Coco du dada: Victor ou les enfants au pouvoir de Roger Vitrac: texte et répresentation (avhandling)
- 1989  En väv av tecken: teatertexten och dess betydelser
- 1990 Opéra, théâtre: une mémoire imaginaire / ... dirigé par Georges Banu (medarbetare)
- 1990 Gustaf Wasa [Musiktryck]: tragisk opera/lyrisk tragedi i 3 akter / Johann Gottlieb Naumann (språklig textbearbetning)
- 1991 Figaros bröllop / Pierre-Augustin Caron de Beaumarchais (inledning)
- 1992 Värdshusvärdinnan / Carlo Goldoni (inledning)
- 1996 Theatre and performance (redaktör)
- 1996 Roger Blin: metteur en scène de l'avant-garde (1949-1959)
- 2002 Teaterns tecken
- 2007 Ny svensk teaterhistoria. 1, Teater före 1800 (bandredaktör)
- 2007 Ny svensk teaterhistoria. 3, 1900-talets teater (bandredaktör)

## Översättningar
- Jean-Jacques Rousseau: Om samhällsfördraget eller Statsrättens grunder (Du contrat social) (översatt tillsammans med Jan Stolpe, Natur och kultur, 1994)
- Italo Calvino: Sex punkter inför nästa årtusende: amerikanska föreläsningar (Lezioni americane) (Bonnier, 1999)
- Bernard-Marie Koltès: Tillbaka till öknen (Le retour au désert) (otryckt översättning för Dramaten 2002)
- Molière: Den inbillade sjuke (Le malade imaginaire) (otryckt översättning för Dramaten 2003)
- Pierre de Marivaux: Kärlekens triumf (Le triomphe de l'amour) (otryckt översättning för Dramaten 2005)